# JR Central série KiHa 25
La série KiHa 25 (キハ25形, KiHa 25-gata) est un type d'autorail à deux caisses exploité par la compagnie Central Japan Railway Company (JR Central) au Japon.

## Description
La série KiHa 25 a été fabriquée par le constructeur Nippon Sharyo à 31 exemplaires. Les rames comprennent 2 voitures et sont couplables entre-elles. L'aménagement intérieur de compose de sièges transversaux et de banquettes longitudinales. Les autorails sont également équipés de toilettes universelles. 

## Histoire
Les premiers autorails sont entrés en service le 1er mars 2010.

## Affectation
Les autorails de la série KiHa 25 sont affectés aux services locaux des lignes Kisei, Sangū, Takayama et Taita.

## Galerie photos

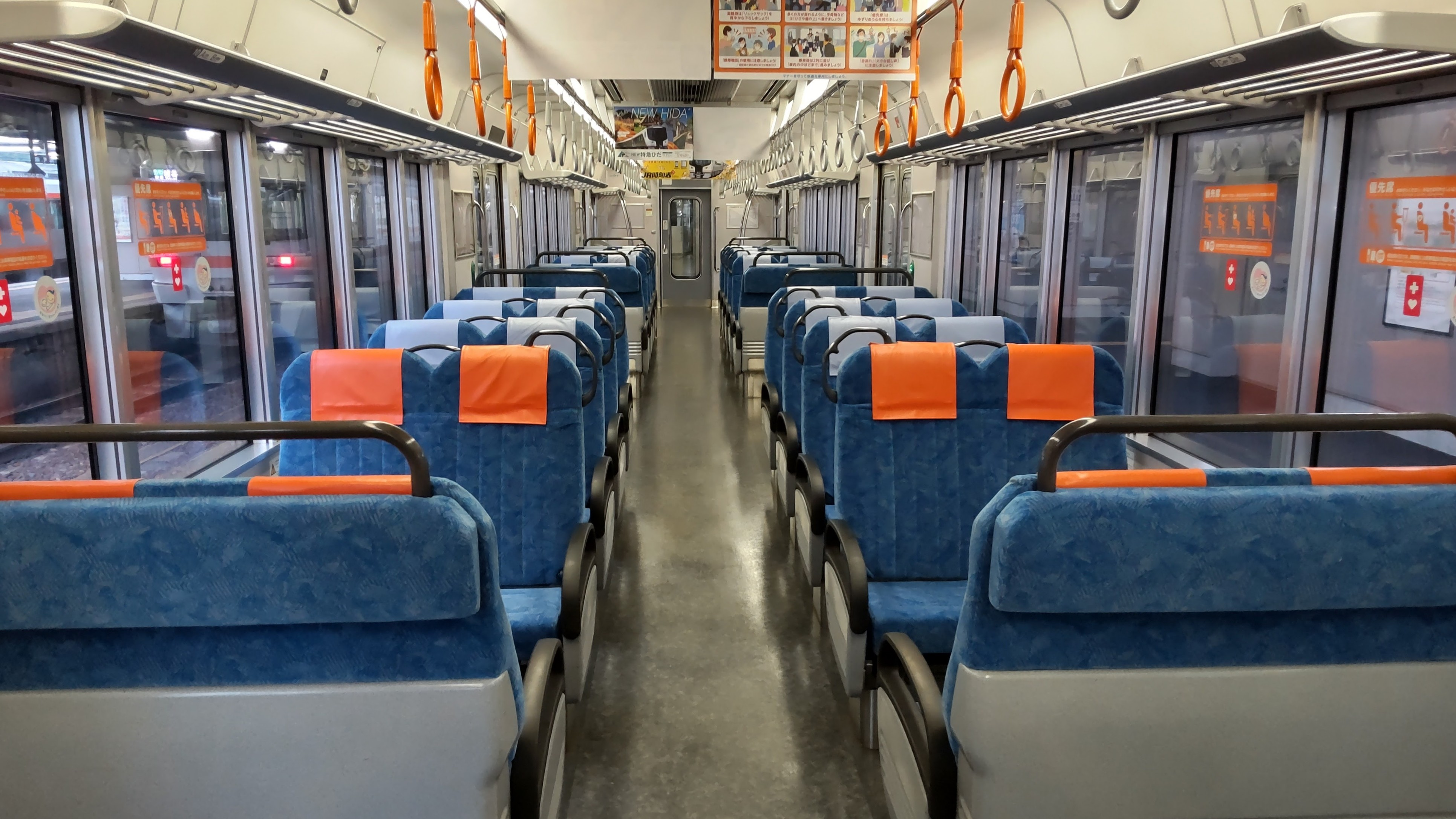
Intérieur d'une voiture (sièges transversaux).
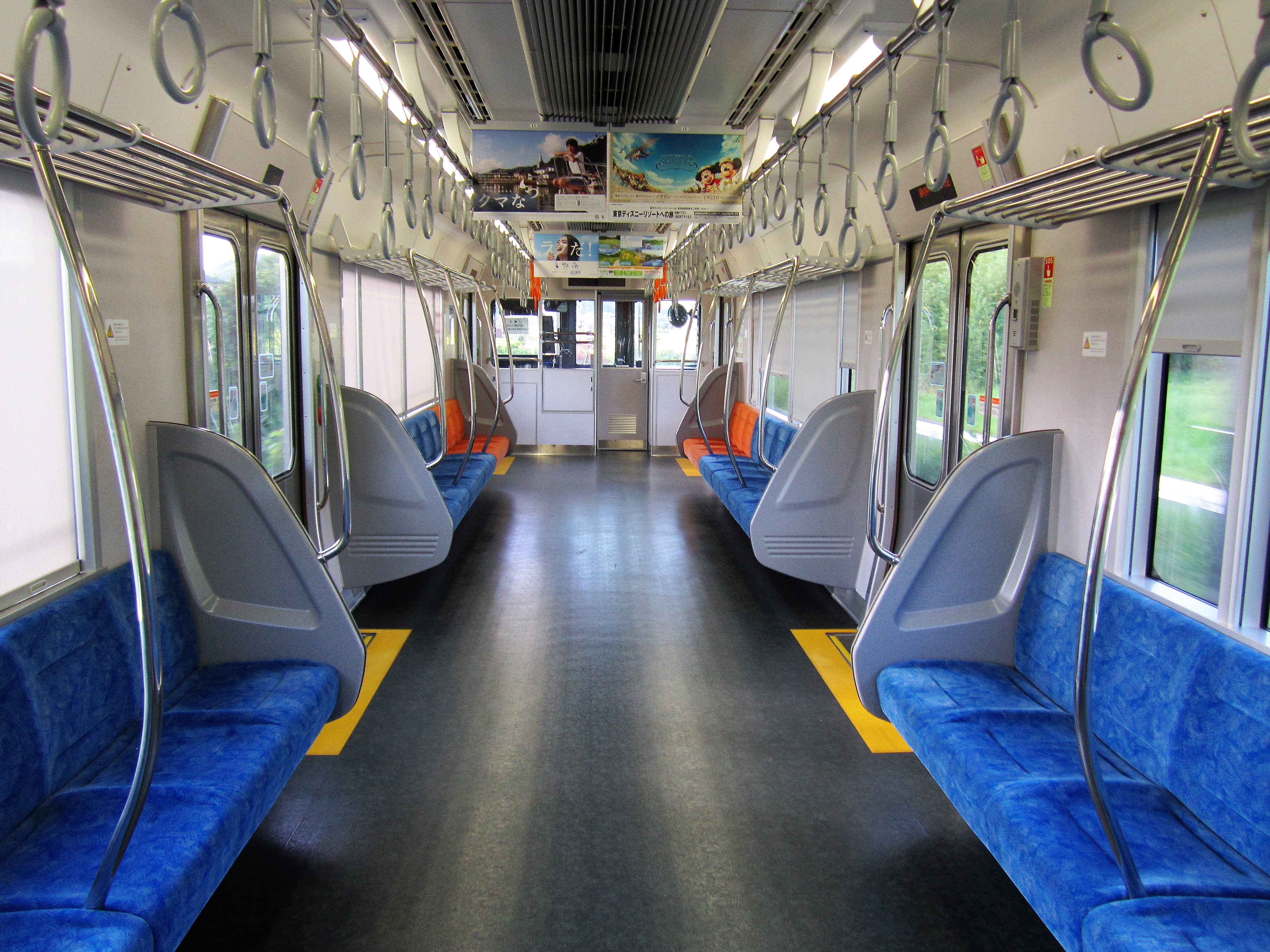
Intérieur d'une voiture (banquettes longitudinales).
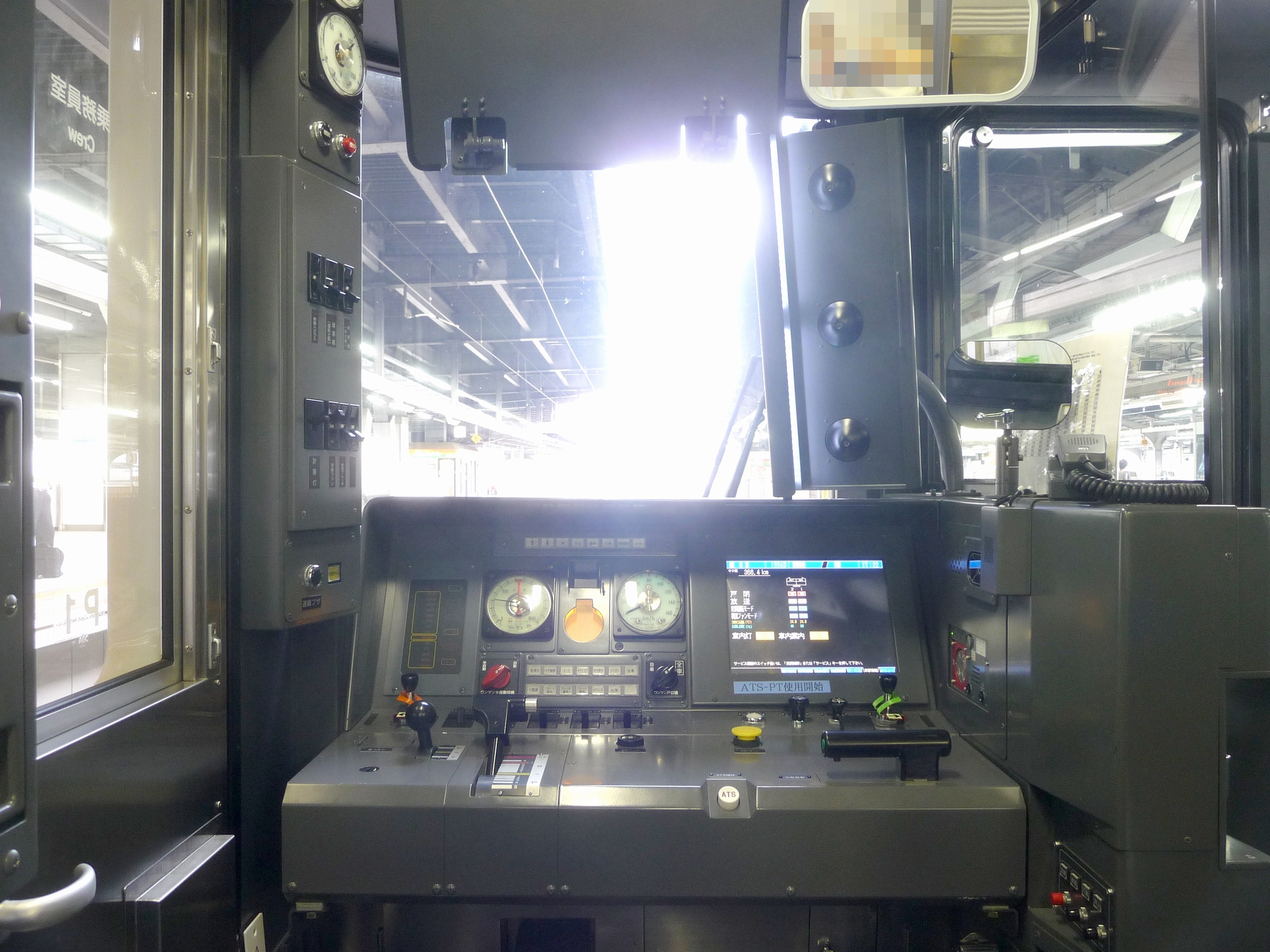
Cabine de conduite.